# Jing Guang Center
Le Jing Guang Center (abréviation de "Beijing-Guangzhou Centre")  est un gratte-ciel de 208 mètres construit en 1990 à Pékin en Chine. C'était lors de sa construction le plus haut bâtiment de la Chine, hors Hong Kong